# Litauiska köket

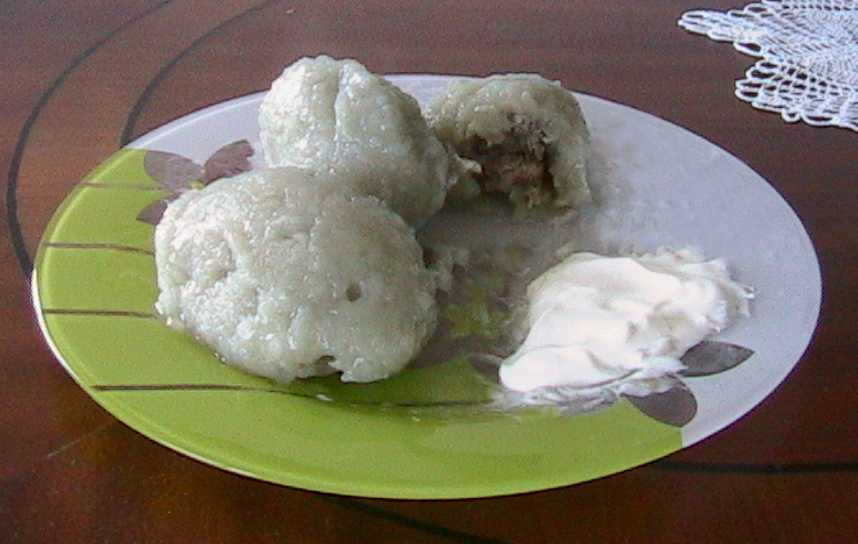
Cepelinai, Litauens nationalrätt.

Litauiska köket innehåller livsmedel som passar till dess kalla och fuktiga klimat, med korn, potatis, råg, betor, bladgrönsaker, bär och svampar, och mjölkprodukter är en av landets specialiteter. Då landet har ungefär samma klimat och agrikulturella förutsättningar som andra länder i Östeuropa har köket många likheter med andra östeuropeiska kök, såsom det polska, ukrainska och ryska, och delar vissa likheter med det ungerska, rumänska och georgiska köken såväl som det judiska köket. Icke desto mindre har det sina egna särpräglade matvanor, som har formats av ett antal olika influenser under landets långa och svåra historia.
På grund av deras gemensamma arv delar litauer, polacker och ashkenazer många rätter och drycker. Således finns det många liknande litauiska, judiska och polska versioner av klimpar (koldūnai, kreplach eller pirog), munkar spurgos eller pączki, och blinier. Tyska traditioner har även influerat det litauiska köket, med livsmedel som fläsk och potatisrätter, såsom potatispudding (kugel) och potatiskorvar (vėdarai), såväl som den barocka trädkakan känd som Šakotis. De mest exotiska influenserna är från de östra karaimska köken, och rätterna kibinai och čeburekai är populära i Litauen. "Torte Napoleon" introducerades under Napoleon I:s passage genom Litauen under 1800-talet.
Sovjetunionens ockupation av Litauen skadade köket svårt. Som på andra ställen i Sovjetunionen var invånarna dock tillåtna att behålla sina små trädgårdar, vilka var, och är, tillgivet vårdade. Efter självständigheten 1990 blev det traditionella köket ett sätt att högtidlighålla Litauens identitet.
Trots kökets märkbara fyllighet, är andelen med fetma i Litauen väldigt låg.

## Stapelvaror

### Bröd
Traditionellt har höjdpunkten i det litauiska köket varit mörkt rågbröd (duona) som används oftare än ljust vetebröd. Degen är vanligtvis baserad på en surdegsgrund, och innehåller lite vetemjöl för att lätta slutprodukten. Rågbröd äts ofta smörade eller bredda med ost. Det kryddas ibland med kummin eller med lök. Emigranter från Litauen menar ofta att det som de saknar mest från hemlandet är dess rågbröd.
En populär brödsort är Palangos duona ("Palangabröd"), ett blandat råg-vetebröd med grå färg. Några sorter av litauiskt bröd innehåller hela råg- och vetefrön, vilka ofta kallas grūdėtoji, det vill säga, "fröat bröd".
Två sorters bagel, Riestainis och Džiuvėsis, bakas även i landet.

### Grönsaker och kryddor
Den vanligast använda grönsaken i litauiska recept är potatisen, som i dess enklaste form är kokad, ugnsbakad eller sautérad, ofta kryddad med dill, men det finns många olika potatisrecept. Potatis introducerades i Litauen under slutet av 1700-talet, och fanns passa klimatet väldigt bra, varför den snart blev oumbärlig. Gurkor, inläggningsgurka, rädisor och bladgrönsaker är relativt populära. Betor (burokai) odlas mer än i andra delar av världen, och används ofta för att göra borstj och sidorätter. Vitkål är en annan populär grönsak, och används som bas för soppor, eller omslaget runt fyllningar (balandėliai). Tomater är numer tillgängliga året runt i affärer, men de inhemskt odlade anses fortfarande vara bäst.
Litauiska örter och kryddor inkluderar dill, kumminfrön, vitlök, lagerblad, enbär och fruktessenser. Vanilj och svartpeppar var sällsynt under Sovjeteran, men välkomnades tillbaka efter självständigheten. Köket är ganska milt.

### Bär och svampar

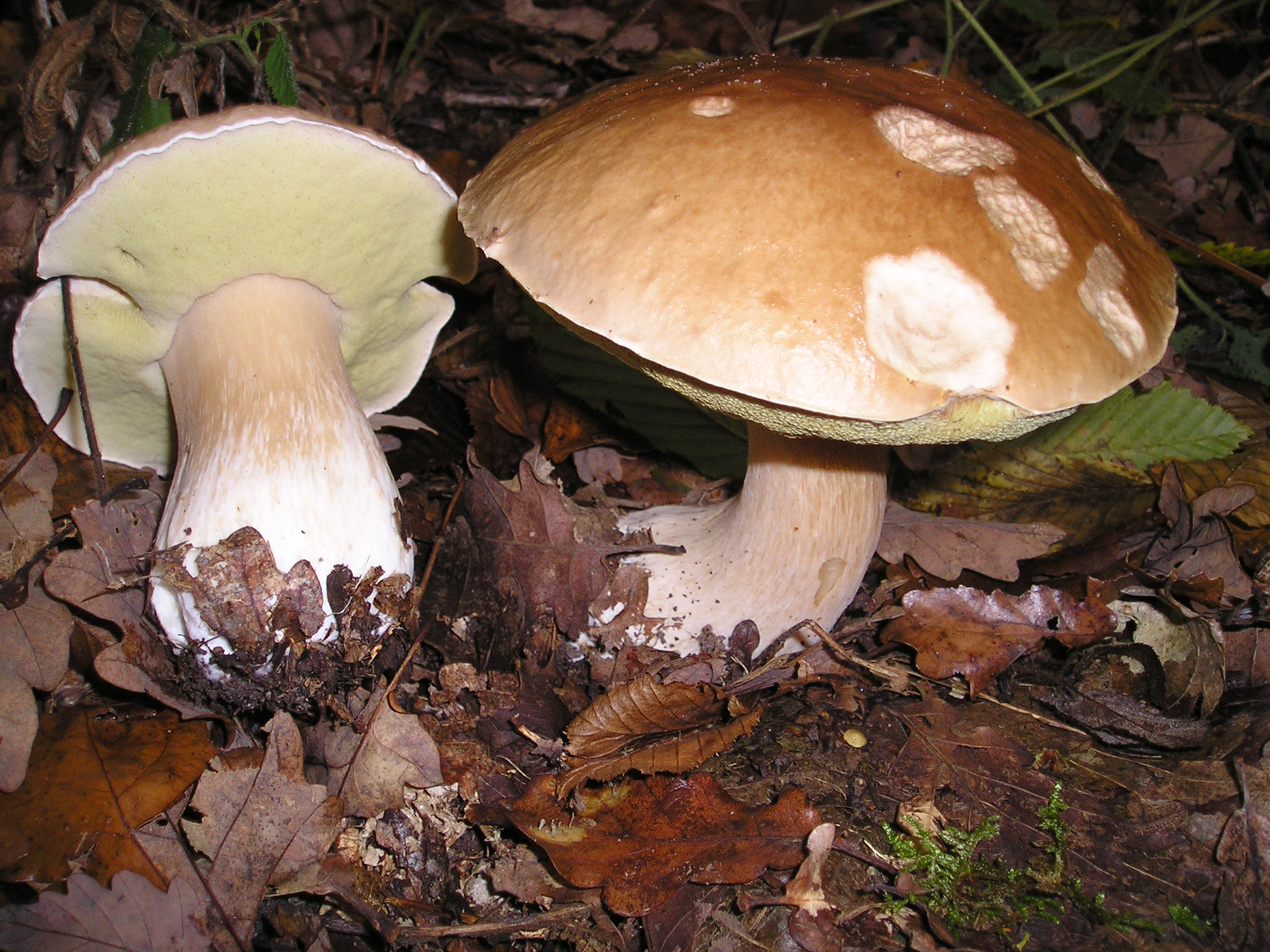
Stensoppen, "svamparnas konung".

En av stoltheterna i det litauiska köket är dess breda användning av vilda bär och svampar.
Svampplockning är en populär sysselsättning från mitten av sommaren till hösten. Som en stapelvara skördas svamparna vanligen i skogen, emellanåt köps de på marknader, men i affärer är de sällsynta. Trots dess status som en delikatess anses den vara hård att smälta för magen av många litauer. Ett antal svampsorter är populära, såsom stensoppen, kantareller och rynkad tofsskivling.
Stensoppen är den högst värderade och eftertraktade arten. Det primära användningsområdet är torkning och marinering. Torkade stensoppar har en stark doft och används som krydda i soppor och såser. Kantareller används färska som krydda i soppor eller sautérade. Den rynkade tofsskivlingen, som inte är lika populär som de andra, marineras ofta. Andra ätbara svampar, såsom björksopp, aspsopp, och brunsopp är sällsyntare, men likväl används de och då ofta på samma sätt som stensoppen.
Vilda bär plockas med, ibland till och med oftare än svampar, eller köps i marknader eller affärer. Blåbär och lingon är de vanligaste sorterna. Tranbär är omtyckta, men odlingen begränsas till vissa sanka områden. Sur tranbärs- eller lingonsylt och söt blåbärssylt anses alla vara perfekta för pannkakor (blynai). Lingonsylt används emellanåt som dressing till friterad kyckling eller kalkon. Färska blåbär kan ätas med kall mjölk. Smultron är relativt ovanliga och äts omedelbart efter att de plockas.

### Frukt
Äpplen, plommon och päron, som alla växer mycket i Litauen, är de mest använda frukterna. Då frukter som citrus, bananer och ananas inte tål frost, måste de importeras, varför de används mer sällan. Under höstskörden kokas ofta frukten och kryddas för att få kompotter. Krusbär och vinbär odlas mycket. De sötas, görs till sylt och ger ett pikant anslag till desserter. 

### Kött
Det mest använda köttslaget är fläsk, följt av nötkött, som för omedelbar konsumtion ofta används grillad, eller beströdd med ströbröd och sedermera sautéras, vilket ger en rätt som liknar schnitzel. Under Sovjetunionstiden och tidigare hårda tider var man tvungen att konservera kött, vilket man inte längre behöver. Många av dessa tekniker används dock fortfarande. Det finns många sorters rökta fläskprodukter, såsom skinka och korv. De serveras som huvudrätter eller tunt skivade som smörgåspålägg. Korvtillverkning är en konstform i Litauen.

### Fisk
Fisk som fångas i området, såsom gädda och abborre, ugnsbakas ofta hela eller fyllda, eller tillagade som gefilte fisch. Sill marineras, gräddas, friteras eller serveras i aladåb. Rökt fisk såsom ål eller braxen är populära förrätter i områden nära Östersjön.

### Mjölkprodukter
Mjölkprodukter spelar en stor roll i det litauiska köket. Cottage cheese kan vara söt, sur, kryddad med kummin, färsk eller rökt tills halvmjuk. Litauiska smör- och gräddsorter är ovanligt fylliga. Kohuke från Litauen kallas sūreliai och är populära.

## Soppor och desserter

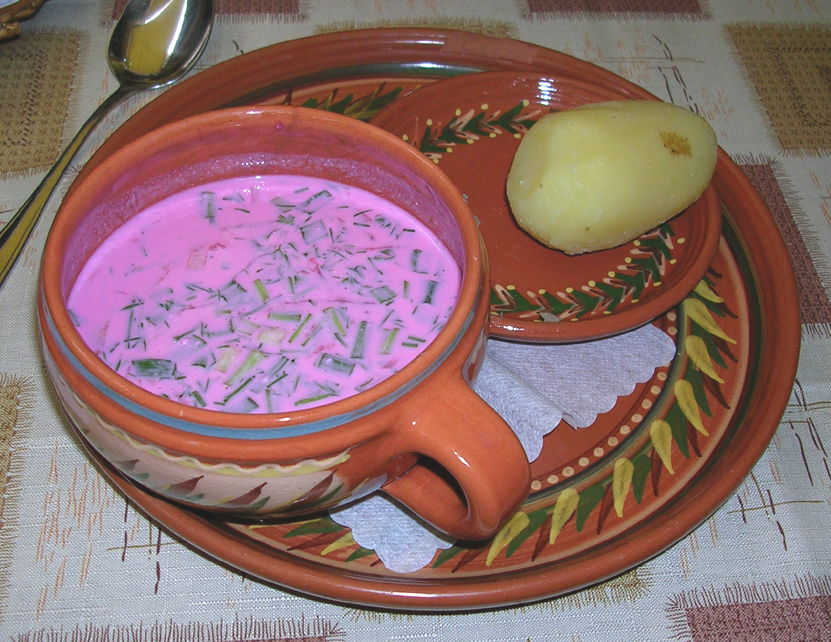
Den färgsprakande rosa färgen av en traditionell litauisk kall borstj. Äts ofta med en het kokt potatis, gräddfil och dill.

Soppor är väldigt populära, och anses vara nyckeln till god hälsa. 
Šaltibarščiai, gjord på rödbetor är en klassisk litauisk soppa.
Litauiska tårtor gräddas ofta i en rektangulär panna och ibland med äpple, plommon eller annan frukt inuti. Kakorna skärs ofta i fyrkanter innan de serveras. Vallmofrön används ibland som fyllning i bröddesserter och som smaksättning i andra bakverk. För speciella tillfällen kan olika torte göras, ofta bestående av 10 till 20 lager, fyllda med sylt och vanilj, choklad, moca eller romsmaksatta smörkrämer. De dekoreras ofta. Litauiska kaffehus serverar ett antal olika torte och bakverk.